# Гоа Гил
Goa Gil (Гоа Гил, настоящее имя — Гилберт Ливи; 11 октября 1951, Сан-Франциско, Калифорния — 26 октября 2023, Калифорния) — диджей, организатор гоа-трансовых вечеринок, один из основателей транс-движения.
Гоа Гил вырос в Сан-Франциско, а затем в 1969 году в возрасте 18 лет уехал в Индию. Помимо занятий музыкой, в Индии он также занимался йогой и пытался соединить в единое целое музыку и искусство йоги. Гил носил индийское духовное имя «Мангалананд Гири», и принадлежал к ордену Гири — одному из десяти традиционных орденов индийских аскетов Садху. Результатом сплава индийской культуры и музыки стали вечеринки под общим названием «Goa Full Moon parties», а также концепция «Redefining the Ancient Tribal Ritual for the 21st Century».
Первое выступление в России (Москва) состоялось в 2004 году. Его диджейские сэты отличались особой продолжительностью. Самый длинный его сет длился более 37 часов.
Гил говорит:

С начала времён люди использовали музыку и танцы для общения с Духом Природы и Духом Вселенной… Мы пытаемся использовать транс музыку и культуру транс-танца, чтобы вызвать цепную реакцию в сознании…
Благодаря экспериенсу транс-танца люди может, наконец-то, станут более чувственными и бережливыми по отношению к себе, к окружающим, ко всем перипетиям человечества и к нуждам планеты… С чувственностью и бережливостью придёт понимание и сострадание! Это то, что сейчас особенно нужно, и это и есть истинный Дух Гоа.
Оригинальный текст (англ.)Since the beginning of time mankind has used music and dance to commune with the Spirit of Nature and the Spirit of the Universe... We are using Trance music and the Trance Dance Experience to set off a chain reaction in consciousness...
Through the Trance Dance Experience hopefully people will become more aware of themselves, their surroundings, the crossroads of humanity, and the needs of the planet... With that awareness comes understanding and compassion! That is the need of the hour and the true Goa Spirit.
— Интервью для www.goatrance.free.fr (сайт уже не существует)
Во время диджейских сетов Гил окружал себя различными религиозными украшениями, иконками, чётками и благовониями, создавая атмосферу полного погружения. Ходят слухи, что люди слышали потусторонние звуки ,и видели динамические фрактальные образы во время его игры, что, впрочем, обычно объясняется употреблением психотропных веществ слушателями. Некоторые из тех, кто был на его выступлениях, уверены, что Гил — не просто диджей, а настоящий индийский маг. Сам Гил эти домыслы категорически отвергает, и при попытке задать вопросы на эту тему, как говорят его почитатели, «исчезает в огненной вспышке».
Гоа Гил был женат на Ариан МакАвои (Ariane MacAvoy). Они встретились в Гоа в 1985 и сразу стали работать вместе. Острый интерес Ариан к восточно-африканским традиционным танцам очень повлиял на музыкальные увлечения Гила.
Совместный проект Гоа Гила и Ариан назывался «The Nommos». Под этим названием выходила их собственная музыка, в то время как от имени самого Гила выходили компиляции треков разных команд, исполняющих дарк-транс, хотя часто туда попадали и треки The Nommos. Ариан также практиковалась в диджеинге, иногда предваряя многочасовые "гиловские" сеты, растягивающиеся на целую ночь и весь последующий день, своими чилл-аутными или этно-техновыми миксами.